# 滑鳞绿树蛇
滑鳞绿树蛇（學名：Opheodrys vernalis），是蛇亞目游蛇科綠樹蛇屬下的一種無毒蛇類。

## 特徵
滑鳞绿树蛇是一種無毒蛇類，身長約100公分，最大有130公分，頭部呈橢圓形，除了腹部是黃白色或蒼綠色外，其他地方都是漂亮的翠綠色，身上也沒有特殊的花紋，鳞片十分光滑。

## 習性
滑鳞绿树蛇屬於日行性蛇類，夜間則蜷伏蕨類的葉面和竹林。常在低海拔的果園、竹子林、次生林中活動。性情溫和，以蚯蚓和昆蟲的幼蟲為食。卵生，於夏季時產卵，一胎可生4-13枚蛋，剛出生時的幼蛇身長約26公分。

## 分布
滑鳞绿树蛇主要分布在北美洲。